# Terje Andersen
Terje Andersen (* 4. března 1952 Tønsberg) je bývalý norský rychlobruslař.
V roce 1972 poprvé startoval na Mistrovství světa juniorů, kde získal bronzovou medaili. Na velkých seniorských závodech debutoval devatenáctým místem o rok později na Mistrovství Evropy. Na Zimních olympijských hrách 1976 se zúčastnil závodů na 1000 m (16. místo) a 1500 m (15. místo). V roce 1978 skončil šestý na Mistrovství světa ve sprintu. Jeho největším úspěchem je zisk bronzové medaile na trati 1500 m na zimní olympiádě 1980, kde závodil i na distanci 1000 m (12. místo). Na světovém sprinterském šampionátu dosáhl nejlépe čtvrté příčky v roce 1981. Po sezóně 1980/1981 ji nezávodil, s výjimkou jednoho startu v roce 1988.